# Agno (torrente)
Il torrente Agno (in veneto Anjo) è un corso d'acqua della provincia di Vicenza.
Si forma ai piedi del gruppo del Carega, in comune di Recoaro Terme, dall'unione di numerosi ruscelli (Rotolon, Agno di Lora ecc.). Attraversa la valle omonima bagnando i centri di Recoaro, Valdagno, Cornedo Vicentino, Brogliano, Trissino. Presso Tezze di Arzignano si unisce al torrente Restena per formare il Guà.
La zona della sorgente dell'Agno invece è particolarmente franosa a causa della falda sotterranea e assume per questo il nome di Rotolon (ròat (rosso) e lüa (frana), cioè frana rossa). Nel suo corso da Recoaro a Trissino, circa 25 chilometri, è racchiusa fra argini piuttosto stretti. Solo dopo Trissino il suo letto si allarga in una zona che è anche area faunistica del WWF.
Pur nascendo in una delle zone più piovose del veneto, come la conca di Recoaro Terme, lungo il suo corso l'Agno-Guà assume spesso un regime torrentizio, con secche estive dovute all'utilizzo agricolo e industriale delle sue acque nella Valle omonima, in particolare nei centri di Valdagno e Cornedo Vicentino.
Fra il 1880 e il 1980 la valle dell'Agno è stata interessata dalla presenza della tranvia Vicenza-Valdagno-Recoaro Terme, che contribuì in maniera determinante all'industrializzazione delle località servite.